# سی لیوونگ
سی لیوونگ (به لاتین: Ciliwung) یک رود در اندونزی است که در اندونزی واقع شده‌است.